# Lasinja
Lasinja falu és község Horvátországban, Károlyváros megyében. Közigazgatásilag Banski Kovačevac, Crna Draga, Desni Štefanki, Desno Sredičko, Novo Selo Lasinjsko, Prkos Lasinjski és Sjeničak Lasinjski települések tartoznak hozzá.

## Fekvése
Károlyvárostól 25 km-re keletre a Kulpa jobb partján fekszik.

## Története
A Kulpa folyó partjának ezen a szakaszán ősidők óta élnek emberek. Itt virágzott i. e. 4000 körül a középső rézkor egyik legjelentősebb kultúrájának a település nevét viselő Lasinja kultúrának (melyet a Keszthely környéki lelőhelyek alapján Magyarországon Balaton-Lasinja kultúrának neveznek) egyik legnagyobb települése. Az itteni lelőhelyen talált leleteket először 1954-ben Richard Pittoni határozta meg késő-bádeni kultúraként. A Lasinja-kultúra megnevezést először Stojan Dimitrijević használta a falu melletti Talianovo-dombon az 1961-63 között végzett ásatások nyomán. Az 1970-es évektől Magyarországon, Szlovéniában, Ausztriában és Boszniában a kultúra számos lelőhelyét tárták fel a régészek. Magyarországon legjelentősebb lelőhelyei Keszthely-Fenékpuszta, Letenye, Nagykanizsa és Siklós. A kora és középső rézkor határán keletkezett balkáni eredetű kultúra népessége sűrű településhálózatot hozott létre, vízpartokon álló, zömében kisebb településekkel. Ezeken egyszerre kettő-négy, a földfelszínre épített, nagyméretű ház állt, melyekhez sokszor gazdasági épület is csatlakozott. Különös ismertetőjegyei a sajátos kidolgozású kerámiák is.
A mai falu történetére vonatkozó első feljegyzés a plébánia emlékei között található. Eszerint a falutól távoli erdőben, ahol mára hatalmas bükkfák nőttek, ott volt egykoron Lasinja szíve a Szent Anna templommal és a plébániaházzal és a környező dombokon az egykori horvát közösség módos házaival. Az egykor virágzó falut és templomát a török pusztította el, lakói pedig az ország biztonságosabb vidékeire menekültek. A török veszély elmúltával a falu a mai helyén települt újra. Plébániáját 1789-ben alapították, plébániatemplomként pedig a Szent Erzsébet kápolna szolgált. A Páduai Szent Antal tiszteletére szentelt plébániatemplomot 1883-ban Antun Homotarić plébános szolgálata idején építették. 1991. október 17-én, miután a lakosság Stjepan Bradic plébánossal együtt tíz nappal korábban elmenekült a szerb csapatok lerombolták. A lasinjai menekülteknek a Kulpa túloldalától északra fekvő Pisarovinán építettek tábort, ahol Szűz Mária a Béke Királynője tiszteletére építettek fából egy kápolnát. Itt 1995. április 8-án maga Franjo Kuharić érsek celebrált számukra istentiszteletet. A hívekkel együtt vándorolt a mintegy 150 éves Szent Antal szobor is, melyet előbb Pisarovina Jamnicára, majd Zágrábba, a karmelitákhoz Brezovicára, végül a kis pisarovinai fakápolnába vittek, amíg haza nem térhetett hazájába Lasinjára. Ezt a szobrot a hívek különösen tisztelik és a szent ünnepén a gyermekek körmenetben viszik. Az új plébániatemplom építése 1997-ben kezdődött és 2000. október 29-én szentelte fel Josip Bozanić zágrábi érsek. A templom mellett épült fel a plébánia és az ifjúsági központ is ahol hétvégenként a plébánia fiataljai tartanak lelki összejöveteleket.
A település iskoláját 1868-ban nyitották meg. A II. világháborúban az iskolaépület megsemmisült. 1955-ben építették fel az új iskolaépületet, amely azonban idővel kicsinek bizonyult. Az új épület 1991-ben készült el 600 diák számára külön szaktantermekkel, teljesen felszerelte, azonban egy órát sem tanítottak benne. 1991. október 6-án a faluval együtt a tűz martaléka lett. A mai iskolát 1997 decemberében adták át. A településnek 1857-ben 594, 1900-ban 732 lakosa volt. A trianoni békeszerződésig Zágráb vármegye Pisarovinai járásához tartozott. 2011-ben a falunak 564, a községnek összesen 1672 lakosa volt.

## Lakosság
| Lakosság változása | Lakosság változása | Lakosság változása | Lakosság változása | Lakosság változása | Lakosság változása | Lakosság változása | Lakosság változása | Lakosság változása | Lakosság változása | Lakosság változása | Lakosság változása | Lakosság változása | Lakosság változása | Lakosság változása | Lakosság változása |
| ------------------ | ------------------ | ------------------ | ------------------ | ------------------ | ------------------ | ------------------ | ------------------ | ------------------ | ------------------ | ------------------ | ------------------ | ------------------ | ------------------ | ------------------ | ------------------ |
| 1857               | 1869               | 1880               | 1890               | 1900               | 1910               | 1921               | 1931               | 1948               | 1953               | 1961               | 1971               | 1981               | 1991               | 2001               | 2011               |
| 594                | 690                | 852                | 623                | 688                | 732                | 729                | 885                | 599                | 625                | 633                | 624                | 597                | 550                | 579                | 564                |

## Nevezetességei
- Páduai Szent Antal és a Boldogságos Szűzanya a Mártírok Királynője tiszteletére szentelt plébániatemploma 1997 és 2000 között épült.
- A régi plébániatemplom romjai a mártírok emlékművével.
- A karmelita nővérek kolostora.
- A Talianovo-domb a lasinja-kultúra lelőhelye.